# Eois iophrica
Eois iophrica là một loài bướm đêm trong họ Geometridae.